# Стрелиште (Панчево)
Стрелиште је једно од највећих насеља око  Панчева.

## Име
Насеље је добило назив по стрељани која се налази на ободу насеља. Зграда стрељане је изграђена 1816 године, и она је најстарији објекат у насељу Стрелиште.

## Положај насеља
Стрелиште се простире на северу до Првомајске улице и Баваништанског пута, на истоку до Милешевске улице, на југу до улице Јоакима Вујића и на западу до улице Радивоја Кораћа. 
Насеље се у потпуности налази у месној заједници Стрелиште, која и поред овог насеља обухвата и куће са десне стране Баваништанског пута.
Положај насеља је веома погодан, с обзиром да се Стрелиште налази у непосредној близина паркова Народне баште и Барутане, као и у близини Биг парка, првог тржног центра на отвореном у Србији.

## Образовање
У насељу се налази Основна школа „Мирослав Антић-Мика”, највећа основа школа у Јужнобанатском округу. Од предшколских установа, постоје 2 вртића:
- вртић „Веверица”
- вртић „Чуперак”

## Галерија
- Железничка станица "Стрелиште"
- Улица Лазе Лазаревића
- Улица Боре Станковића
- Зелена пијаца на Стрелишту
- Амбуланта на Стрелишту
- Цвијићева улица
- Улица Душана Петровића - Шанета
- Стаклара, данас фабрика Промист
- Железничка станица "Војловица"
- Зграда стрељане по којој је насеље добило име
- Игралиште иза амбуланте на Стрелишту
- Улица Вељка Петровића